# Петров, Николай Васильевич (режиссёр)
Никола́й Васи́льевич Петро́в (22 июня 1890, Екатеринбург, Пермская губерния — 29 сентября 1964, Москва) — советский театральный режиссёр и педагог. Народный артист РСФСР (1945), лауреат Сталинской премии первой степени (1948).

## Биография
Родился 10 (22 июня) 1890 года (по другим данным 21 июня (3 июля) 1890 года) в Екатеринбурге.
Творческую деятельность начал в 1907 году как актёр в Вологодском драматическом театре. В 1908—1910 годах учился в режиссёрском классе МХТ под руководством Вл. И. Немировича-Данченко.
С 1910 по 1933 год работал в Александринском театре помощником режиссёра, режиссёром, а в 1928 году стал директором и художественным руководителем театра. Тогда же, с 1910 года стал заниматься педагогической деятельностью. Так же в 1918—1920 годах работал в Петрозаводском драматическом театре, участвовал в постановке массовых представлений в Петрограде.
Работал также в театрах «Летучая мышь», «Дом интермедий», «Бродячая собака», «Привал комедиантов» как режиссёр и конферансье, пользовался псевдонимом Коля Петер.
В 1920 году, совместно с Н. Н. Евреиновым, Ю. П. Анненковым стал организатором театра «Вольная комедия». При театре создал кабаре «Балаганчик», где был автором многих пьес, главным режиссёром, актером и конферансье.
В 1921—1922 годах был главным режиссёром БДТ.
В 1924 году выступил как кинорежиссёр, поставив картину «Сердца и доллары» по сценарию В. Королевича и Д. Гликмана.
Став художественным руководителем бывшего Александринского театра, Петров активно внедрял в репертуар советскую драматургию; им были поставлены спектакли по пьесам А. Н. Афиногенова, В. Н. Билль-Белоцерковского, Вс. В. Иванова, Е. Г. Яновского.

Могила Н. В. Петрова на Новодевичьем кладбище

В 1933 году Николай Петров возглавил ХТРД. С 1939 по 1948 год был главным режиссёром Московского театра транспорта. В 1948—1953 годах был главным режиссёром Московского театра сатиры. С 1956 года был режиссёром МДТ имени А. С. Пушкина.
Николай Петров руководил режиссёрским и актёрским факультетом ГИТИСа. Доктор искусствоведения (1946). Профессор (1946).
Скончался 29 сентября 1964 года. Похоронен в Москве на Новодевичьем кладбище (участок № 6).

## Семья
- Первая жена — Н. С. Рашевская, актриса и режиссёр, дочь офицера Сергея Рашевского, погибшего под Порт-Артуром.
  - Сын Сергей.
- Вторая жена — Л. А. Скопина, актриса.

## Творчество

### Поставленные спектакли

#### Большой драматический театр
- 1921 — «Синяя птица» М. Метерлинка[4]
- 1921 — «Двенадцатая ночь» У. Шекспира[4]
- 1921 — «Рюи Блаз» В. Гюго[4]
- 1922 — «Земля» В. Я. Брюсова[4]

#### Александринский театр
- 1922 — «Ночь» Мартине[5]
- 1923 — «Как важно быть серьёзным» О. Уайльда[5]
- 1923 — «Идеальный муж» О. Уайльда[5]
- 1924 — «Сарданапал» Дж. Байрона[5]
- 1925 — «Яд» А. В. Луначарского (совместно с К. П. Хохловым)[5]
- 1926 — «Пугачёвщина» К. А. Тренёва (совместно с Л. С. Вивьеном и К. П. Хохловым)[5]
- 1926 — «Конец Криворыльска» Б. С. Ромашова[5]
- 1927 — «Штиль» В. Н. Билль-Белоцерковского[3]
- 1927 — «Ревизор» Н. В. Гоголя[2]
- 1927 — «Бронепоезд 14-69» Вс. В. Иванова[5]
- 1929 — «Огненный мост» Б. С. Ромашова[5]
- 1930 — «Чудак» А. Н. Афиногенова
- 1930 — «Ярость» Е .Г. Яновского
- 1930 — «Рельсы гудят» В. М. Киршона[2]
- 1931 — «Страх» А. Н. Афиногенова

#### Харьковский театр русской драмы
- 1933 — «Чужой ребёнок» В. В. Шкваркина[2]
- 1934 — «Вишнёвый сад» А. П. Чехова
- 1935 — «Далёкое» А. Н. Афиногенова

#### Московский театр транспорта
- 1940 — «Со всяким может случится» Б. С. Ромашова[3]
- 1941 — «Машенька» А. Н. Афиногенова

#### Московский театр сатиры
- 1949 — «Мешок соблазнов» Н. Базилевского, В. Нейштадта (по мотивам произведений Марка Твэна)
- 1949 — «Роковое наследство» Льва Шейнина
- 1950 — «Человек с именем» Д. Б. Угрюмова
- 1952 — «Потерянное письмо» И. Л. Караджале (совм. с В. Н. Плучеком)
- 1952 — «Пролитая чаша» Ван Ши-фу (совм. с В. Н. Плучеком)
- 1953 — «Баня» В. В. Маяковского (совм. с В. Н. Плучеком и С. И. Юткевичем)[3]

#### Московский драматический театр имени А. С. Пушкина
- 1956 — «Игрок» по Ф. М. Достоевскому[3]
- 1957 — «Как важно быть серьёзным» О. Уайльда
- 1958 — «Ураган» Цао-Юй
- 1960 — «Изгнание блудного беса» («Мракобесы») А. Н. Толстого
- 1962 — «Дневник женщины» К. Я. Финна

#### Прочие постановки
- 1937 — «Правда» А. Е. Корнейчука (Московский театр Революции)[3]
- 1947 — «Великая сила» Ромашов, Борис Сергеевич (Малый театр, совм. с К. А. Зубовым)[2]
- 1958 — «Баня» В. В. Маяковского (Берлинский театр «Volksbühne» нем. Freie Volksbühne Berlin)[3]

## Архив
Крупный фонд Н.В. Петрова хранится в Российском государственном архиве литературы и искусства и насчитывает 1834 единицы хранения за 1886–1970 гг. Основу фонда составляют материалы актерской и режиссерской деятельности, альбомы, рисунки, фотографии, переписки, программы и афиши спектаклей. Также на хранении находится большое количество рукописей: статьи, заметки, очерки, исследования, рецензии, воспоминания и др.

## Награды и премии
- заслуженный деятель искусств РСФСР (19?)
- народный артист РСФСР (1945)[6].
- Сталинская премия первой степени (1948) — за постановку спектакля «Великая сила» Б. С. Ромашова
- два ордена и медали